# قتيبة الإدلبي
قتيبة الإدلبي هو دبلوماسي سوري يشغل منصب مدير إدارة الشؤون الأميركية في وزارة الخارجية السورية منذ مايو-أيار 2025.

## السيرة
عُيّن الإدلبي مديرا لإدارة الشؤون الأميركية في وزارة الخارجية السورية في عام 2025، وشارك في عدة لقاءات إعلامية تناولت مواقف دمشق من الملفات الإقليمية والدولية.

## المواقف
أكد الإدلبي في عدة تصريحات أن الحكومة السورية:
- لا ترفض كافة أشكال اللامركزية، وهي منفتحة على تجارب الآخرين.[1]
- تسعى لتطبيق الاتفاقات الموقعة مع قوات سوريا الديمقراطية.[1]

## اللقاءات الإعلامية
أجرى الإدلبي مقابلات مع عدة وسائل إعلامية من بينها:
- قناة رووداو، حيث عرض موقف الخارجية السورية من التطورات الأخيرة.[2]